# 성의 (후한)
성의(成宜, ?~211년)는 후한 말기 서량(西涼)의 장수이다.

## 생애
211년 마초(馬超)와 한수(韓遂)가 조조(曹操)에게 공격받을 것을 의심하여 대군을 일으켜 조조의 영역을 침범했고, 성의도 서량의 다른 장수들과 함께 이에 호응하였다. 그
러나 마초가 한수를 의심하여 서량군의 내부 결속이 무너졌고, 이것을 놓치지 않은 조조가 총공격을 감행했고 성의는 이때 조조군과 싸우다 죽었다.

## 《삼국지연의》에서의 성의
삼국지연의에서는 한수의 부하 장수로 등장한다. 또한 수하팔부 중에 한 명이다. 한수가 방덕(龐德)과 함께 야습을 시도했으나 실패하자, 마초는 조조군의 허점을 찔러 다시 야습할 것을 제안한다. 이때 성의는 마초의 명령에 따라 군사 30기를 거느리고 조조군의 진영을 살폈으나, 조조군이 눈에 띄지 않자 마음놓고 들어갔다가 미리 매복해 있었던 조조군에게 포위되었다. 결국 하후연(夏候淵)에게 죽임을 당했다.